# 田辺百枝
田辺 百枝 （たなべ の ももえ）は、飛鳥時代から奈良時代にかけての官吏。姓は史。官位は従六位上・大学博士。

## 経歴
田辺史氏は、河内国安宿郷の田辺の地（現在の大阪府柏原市国分町）を本拠地とする百済系の渡来氏族である。百済系の渡来氏族であるが、百済に帰化した日本人（百済帰化の日系氏族帰国者）とみられ、『日本書紀弘仁私記』序に載る弘仁年間流布した民間の氏族書『諸藩雑姓記』に田辺史氏、上毛野公らが載っていることに対して、『日本書紀弘仁私記』序では「己等祖是貴国将軍上野公竹合也」と載せ、祖が日本人であり『諸藩雑姓記』に載せて諸蕃とすることは誤りとする注を付し、祖が日本人であることを根拠とした日系人という考え方を示している。
『日本書紀』巻第十四、及び『新撰姓氏録』「左京皇別」では、田辺伯孫の馬にまつわる説話が掲載されている。『姓氏録』「左京皇別」下、上毛野朝臣条によると、皇極天皇の時代に史部に編入され、『書紀』巻第二十五には、孝徳朝の白雉5年（654年）に遣唐使に任命された者として、書直麻呂と共に判官（まつりごとびと）の中に田辺史鳥（たなべ の ふひと とり）の名前があげられている。そのほかにも、『書紀』巻二十八には壬申の乱の折りに近江朝廷の将として戦った田辺小隅のことが記述されている。『尊卑分脈』「藤氏大祖伝」によると、藤原不比等は田辺史大隅のもとで育てられたため、「不比等」と名乗ったと言われている。
『続日本紀』巻第一によると、文武天皇4年（700年）、刑部親王以下19人と共に大宝律令の撰定者となり、その功績によって白猪史骨・土師宿禰甥らと共に禄を与えられた。この時は位階は黄文備らと同じ「追大壱」（正八位上に相当）である。同族の田辺首名もこの時に禄を与えられている。
『懐風藻』によると、従六位上・大学博士に任命されたとある。「春苑　詔に応ず」という題の詩が掲載されている。